# Ixodes vanidicus
Ixodes vanidicus är en fästingart som beskrevs av Schulze 1943. Ixodes vanidicus ingår i släktet Ixodes och familjen hårda fästingar. Inga underarter finns listade i Catalogue of Life.